# Guido Groß

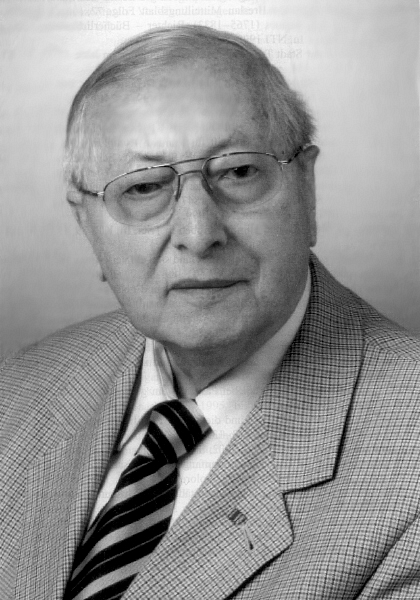
Guido Josef Groß

Guido Josef Groß (* 17. Februar 1925 in Offenbach am Glan, jetzt Offenbach-Hundheim; † 25. Januar 2010) war ein deutscher Lehrer und Heimatforscher.

## Leben
Guido Groß war der Sohn des Lehrers Peter Groß und dessen Frau Agnes Groß, geb. Wahl. Vor und im Zweiten Weltkrieg, den er beim 2. Pionierbataillon 342 unbeschadet überstand, besuchte er von 1936 bis 1943 als Schüler das humanistische Friedrich-Wilhelm-Gymnasium in Trier, wohin er nach dem Studium der Geschichte, Geographie und Germanistik an der Johannes Gutenberg-Universität Mainz zurückkehrte. 1954 wurde er an der Universität Mainz mit einer Dissertationsschrift mit dem Thema „Trierer Geistesleben unter dem Einfluss von Aufklärung und Romantik (1750–1850)“ zum Dr. phil. promoviert. Anschließend unterrichtete er als Lehrer bis 1980, zuletzt als Studiendirektor, die Fächer Deutsch, Geschichte und Erdkunde. Dem Friedrich-Wilhelm-Gymnasium und seiner Stiftung fühlte er sich eng verbunden.
Nach dem Unfalltod seiner Ehefrau Klara Maria Groß, geb. Loch im Jahre 1968 heiratete Guido Groß die Oberstudienrätin Hildegard, geb. Rossa. 1974 wurde er vom Kultusministerium an die Universität Trier berufen, wo er als Beauftragter des Landesprüfungsamtes Rheinland-Pfalz für die Lehrämter an Realschulen und Gymnasien wirkte und außerdem einen Lehrauftrag im Fach Geographie hatte.
Guido Groß unternahm in den 1980er und 1990er Jahren ausgedehnte Reisen vorwiegend in orientalische Länder, über die er in Lichtbildvorträgen berichtete.
Seit etwa 1966 engagierte er sich nebenberuflich u. a. als Mitglied der Redaktion des Neuen Trierischen Jahrbuches und ab 1978 des Kurtrierischen Jahrbuches.
1992 wurde er Ehrenvorsitzender der Gesellschaft für nützliche Forschungen zu Trier. 1994 übernahm er das Ehrenamt des stellvertretenden Vorsitzenden des Vereins Kurtrierisches Jahrbuch.
Von 1959 bis 1976 arbeitete er nebenberuflich beim Schroedel Verlag an der Gestaltung der Seydlitz-Reihen mit, wo er als Mitautor an 12 Bänden des Seydlitz Geographiewerkes für Gymnasien (darunter Seydlitz Nr. 1 und 4 1977 in Japanisch) und von 1967 bis 1978 als Autor von fünf Begleitheften tätig war. Darüber hinaus arbeitete er bis 1981 an dem Lehrwerk Geographie thematisch mit.
Im Jahre 1992 konnten unter seiner Mitwirkung die Figuren über dem Portal der Liebfrauenkirche (Trier) in Trier, deren Originale in Museen in Trier und in Berlin stehen, als Repliken bzw. Neuschöpfungen angefertigt und an Ort und Stelle wieder eingefügt wurden.
Durch sein kulturelles Engagement, insbesondere hinsichtlich seiner Forschungen zur Trierer Geschichte und zum Trierer Geistesleben sowie durch seine Vorträge und Publikationen, wurde ihm im Jahre 2001 der Dr.-Erich-Pies-Preis verliehen.
Seine größte Auszeichnung erhielt Groß am 13. Mai 1985 im Kurfürstlichen Palais zu Trier für seine besonderen Verdienste durch wissenschaftliche Aktivitäten neben seiner beruflichen Tätigkeit in einer Feierstunde mit dem Bundesverdienstkreuz am Bande.
Seine Veröffentlichungen beinhalteten vor allem die Thematik der Geschichte und Kulturgeschichte der Umbruchzeit, die von etwa 1750 bis 1850 in Trier erfolgte.
Groß war Mitglied der Geographischen Gesellschaft Trier (seit 1985 Ehrenmitglied), des Vereins der ehemaligen Schüler und Lehrer des Friedrich-Wilhelm-Gymnasiums Trier (seit 1990 Ehrenmitglied), der Gesellschaft für nützliche Forschungen zu Trier (seit 1992 Ehrenvorsitzender), des Vereins Trierisch (Ehrenmitglied) und von Pro Libris.
Nach zwei Herzinfarkten in den 1970er und 1980er Jahren erlitt er im Januar 2007 einen schweren Schlaganfall, der ihm das Schreiben und Sprechen unmöglich machte. Seinen Lebensabend verbrachte er bis zuletzt im Kreise seiner Familie und verstarb nach langer Krankheit am 25. Januar 2010.
Guido Groß hatte zwei Söhne.

## Schriften (Auswahl)
- Trierer Geistesleben unter dem Einfluss von Aufklärung und Romantik. Trier 1956 (Veröffentlichungen der Gesellschaft für nützliche Forschungen zu Trier).
- Geographie in Universität, Schule und Gesellschaft. Ansätze im 18. und frühen 19. Jahrhundert. Trier 1981 (Trierer Geographische Studien, Heft 6).
- Guido Gross: Bibliophilie in Trier zwischen Ancien régime und Vormärz. Gesellschaft der Bibliophilen, München 1990, DNB 910046425.